# Faramea campanularis
Faramea campanularis är en måreväxtart som beskrevs av Johannes Müller Argoviensis. Faramea campanularis ingår i släktet Faramea och familjen måreväxter. Inga underarter finns listade i Catalogue of Life.